# Mangunsari (Kedungwaru)
Mangunsari is een bestuurslaag in het regentschap Tulungagung van de provincie Oost-Java, Indonesië. Mangunsari telt 3079 inwoners (volkstelling 2010).